# McDonnell Douglas MD-11

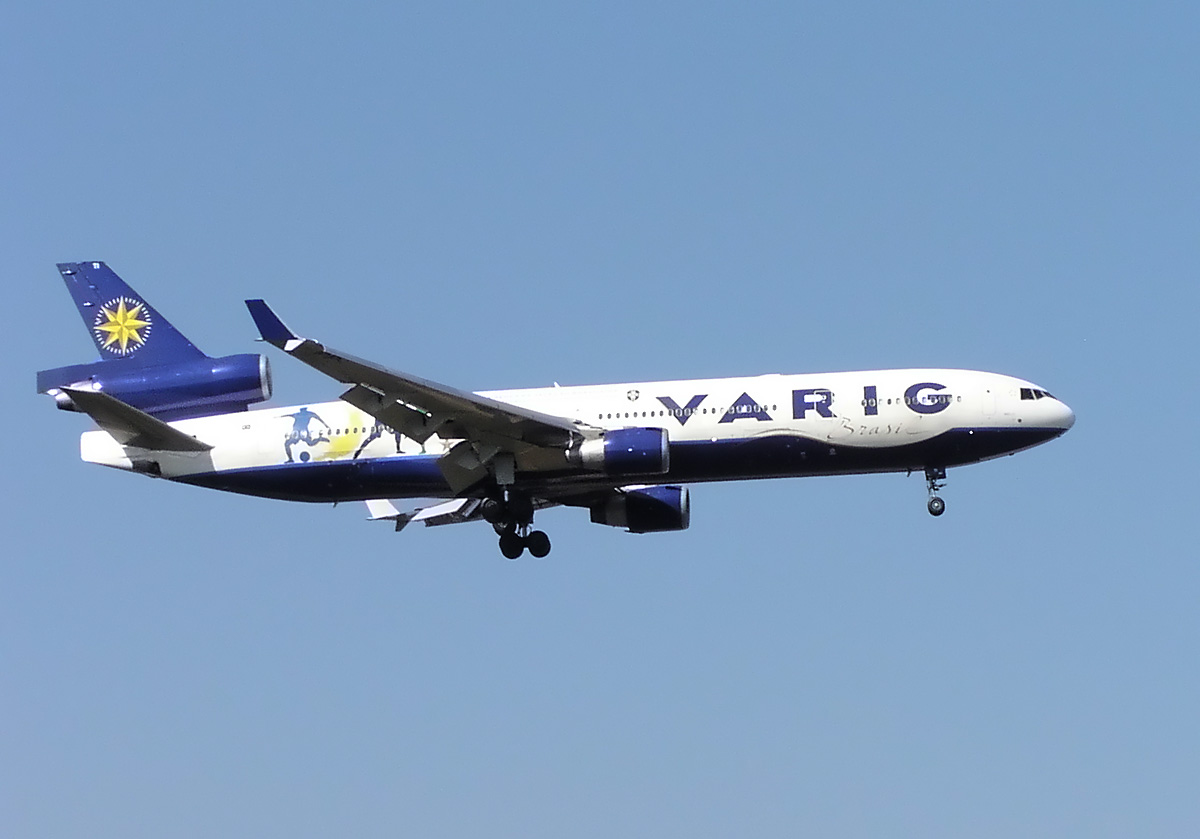
MD-11

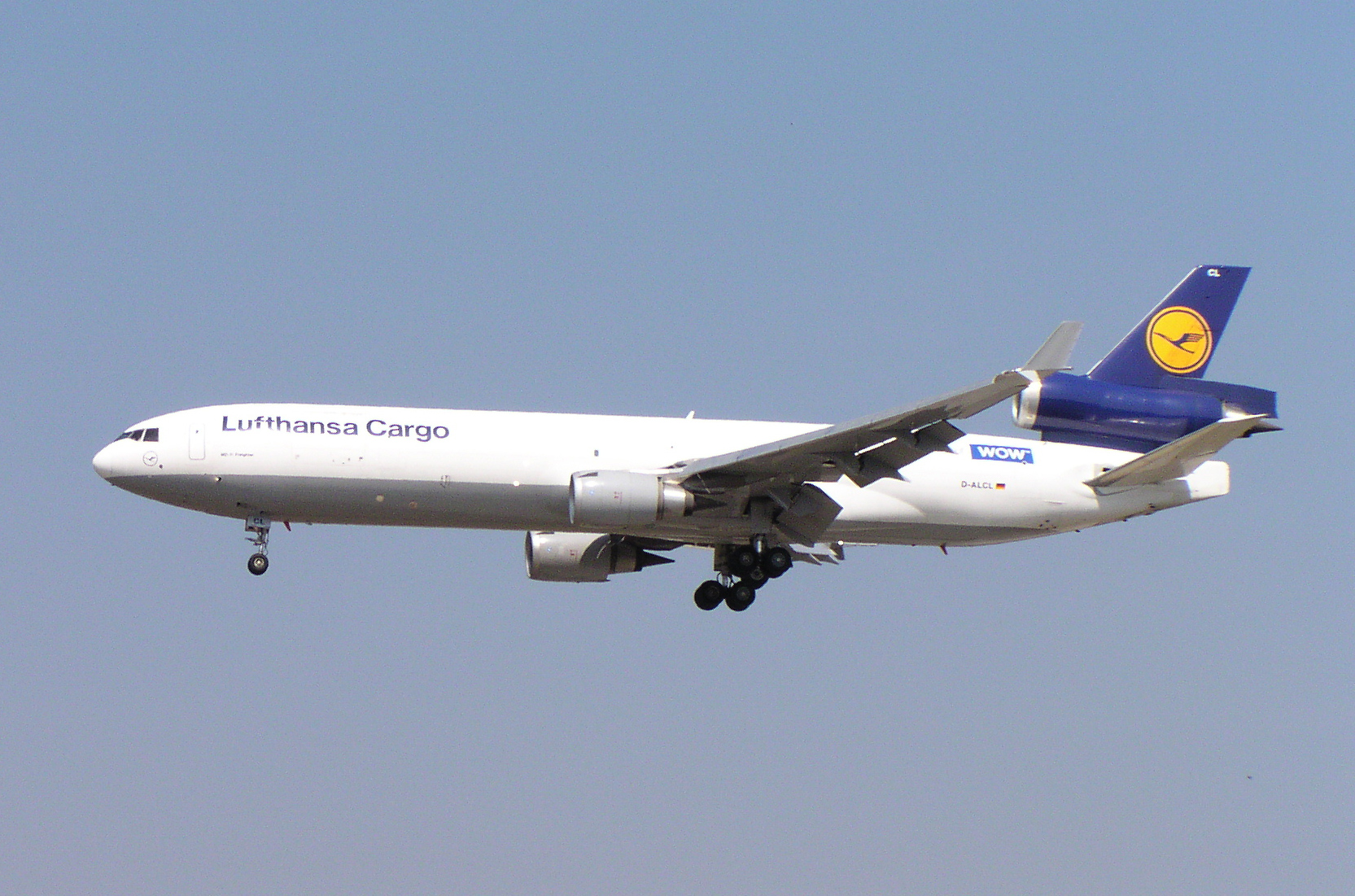
MD-11F

McDonnell Douglas MD-11 – trzysilnikowy samolot szerokokadłubowy średniego i dalekiego zasięgu. Był produkowany przez amerykańskie przedsiębiorstwo McDonnell Douglas, a później przez Boeinga po wchłonięciu przez niego pierwszego producenta. Posiada dwa silniki zamontowane pod skrzydłami oraz jeden pod statecznikiem pionowym. Był to pierwszy samolot pasażerski dalekiego zasięgu o pojemności do 400 miejsc, w którego konstrukcji szeroko zastosowano materiały kompozytowe. Samolot do dzisiaj jest wykorzystywany głównie jako maszyna towarowa.

## Historia

### Geneza
Lata 60. i 70. XX wieku to burzliwy rozwój przewozów lotniczych na świecie. Wzrastająca liczba pasażerów skłoniła linie lotnicze do poszukiwań maszyn dysponującym odpowiednio dużym zasięgiem oraz mogących przewozić na swoich pokładach większą liczbę osób. Z kolei kryzys naftowy z lat 70. wymógł poszukiwania tańszej w eksploatacji maszyny międzykontynentalnej mogącej uzupełniać flotę samolotów Boeing 747 dominujących na tego typu trasach. W odpowiedzi na owe wymagania McDonnell Douglas rozpoczął w połowie lat 70. XX wieku pracę nad modernizacją samolotów DC-10, mające doprowadzić do powstania wersji zdolnych do lotów na dłuższych dystansach i zabierających więcej pasażerów. Seria wypadków lotniczych jakim uległ DC-10 mocno osłabiła zainteresowanie przewoźników tym typem samolotu i dalsze prace zostały anulowane. Do pomysłu powrócono w 1982 roku kiedy to rozpoczęto prace studyjne nad maszyną określaną pierwotnie jako MD-EEE a następnie MD-100. Miał być to samolot bazujący na konstrukcji DC-10 ale z nowymi silnikami Pratt & Whitney PW2037 lub Rolls-Royce RB211, nowym wyposażeniem pokładowym, wingletami na końcach skrzydeł. Przewidywano budowę dwóch wersji. Samolotu z kadłubem krótszym względem DC-10 o 1,98 m i dłuższym o 6,24 m zdolnym przewieźć 333 osób. Brak zainteresowania ze strony przewoźników ponownie był powodem anulowania dalszych prac. Połowa lat 80. XX wieku to okres wzmocnienia kondycji finansowej przedsiębiorstwa. Realizacja kontraktu na samoloty KC-10 oraz ówczesny sukces rynkowy maszyn McDonnell Douglas MD-80 pozwolił wytwórni na kolejne podjęcie prac nad nowym samolotem pasażerskim o dużym zasięgu i pojemności. Nowa maszyna otrzymała oznaczenie MD-11. Oficjalnie upubliczniono informację o rozpoczęciu prac nad nowym samolotem podczas Międzynarodowego Salonu Lotniczego w Paryżu w 1985 roku.

### Projekt
Projekt MD-11 rozpoczął się oficjalnie 30 grudnia 1986 roku i od razu wzbudził duże zainteresowanie linii lotniczych. W momencie rozpoczęcia całego programu wytwórnia dysponowała już 52 zamówieniami z opcją na kolejne 40. McDonnell Douglas planował rozpoczęcie dostaw w 1989 roku i liczył na sprzedaż co najmniej 300 maszyn. Początkowo planowano budowę dwóch wersji, z krótszym kadłubem oznaczoną jako MD-11X-10 i dłuższym oznaczoną jako MD-11X-20. Ostatecznie wycofano się z projektu samolotu o krótszym kadłubie. Konstrukcję nowego samolotu oparto na wersji DC-10-30. Wydłużono kadłub wstawiając dwie nowe sekcję przed skrzydłami o długości 2,54 m i za skrzydłami o długości 3,13 m. Zmniejszono powierzchnię statecznika poziomego do 85,5 m² oraz umieszczono w nim dodatkowy zbiornik paliwa. Pomimo tego, że wersja podstawowa była większa od swojego protoplasty DC-10-30 to dzięki znaczącemu użyciu materiałów kompozytowych w budowie samolotu, MD-11 był tylko nieznacznie cięższy od DC-10. Samolot otrzymał nowe skrzydła z wingletami o lepszej aerodynamice, większej rozpiętości i większym współczynniku siły nośnej. Zastosowanie cyfrowych układów pokładowych i kabiny pilotów w układzie glass cockpit pozwoliło zmniejszyć liczbę członków załogi do dwóch pilotów eliminując stanowisko mechanika pokładowego. W projektowaniu wnętrza kabiny pasażerskiej brali udział przedstawiciele linii lotniczych zamawiających samolot. Dzięki ich uwagom, konstrukcja pokładu pasażerskiego umożliwia szybką zmianę konfiguracji miejsc siedzących w kabinie. Dzięki dużej unifikacji płatowca MD-11 z poprzednikiem DC-10 zmniejszono koszty budowy prototypów. Budowę pierwszego z nich rozpoczęto w 1988 roku. Prace były jednak opóźniane z powodu braku mocy produkcyjnych skierowanych wówczas do produkcji samolotów MD-80 i MD-90. Gotowa maszyna wzniosła się do swojego dziewiczego lotu 10 stycznia 1990 roku. Program badań w locie, realizowany przez pięć prototypów pozwolił wylatać łącznie około 1500 godzin. 8 listopada 1990 roku Federal Aviation Administration (FAA) wydała certyfikat typu, a 7 grudnia tego samego roku pierwsza seryjna maszyna została przekazana liniom lotniczym Finnair. Pierwszy komercyjny lot wykonano 20 grudnia 1990 roku. Samolot Finnair przewiózł turystów z Helsinek na Teneryfę. Kilka dni później nowe MD-11 otrzymały Delta Air Lines.

## Eksploatacja
W 1990 roku McDonnell Douglas miał zamówienia na 300 egzemplarzy samolotu. Plan minimum został wykonany, jednak nad MD-11 zaczęły zbierać się ciemne chmury. Okazało się, że samolot nie dysponuje oczekiwanym zasięgiem, a jego parametry odbiegają od przedstawianych przez producenta. Najgłośniej swoje zastrzeżenia zgłaszały azjatyckie linie lotnicze, które miały nadzieję użytkować samolot w przelotach nad Pacyfikiem. Nie był on również na tyle ekonomiczny, aby przynieść przewoźnikom wyraźne oszczędności. Było to tym bardziej niebezpieczne dla McDonnella, że na rynku pojawiły się nowoczesne i konkurencyjne maszyny - Boeing 777, Airbus A330 i Airbus A340. W konsekwencji linie lotnicze zaczęły anulować swoje zamówienia, uczyniły tak np. Singapore Airlines, które zamiast MD-11 kupiły Airbusy A340. Decyzja Korean Air o konwersji maszyn pasażerskich na samoloty transportowe wyhamowała zakupy MD-11 przez pozostałe linie lotnicze. Pierwsza połowa lat 90. ubiegłego wieku to już zamówienia jedynie pojedynczych sztuk. Przewoźnicy opóźniali terminy nabycia samolotów, zdarzało się nawet, że zakupione samoloty od razu odstawiano na cmentarzyska samolotów. Próbując ratować sytuację wytwórnia na własny koszt rozpoczęła modernizację samolotów mającą na celu wydłużenie zasięgu MD-11, aby następnie zaoferować wersję MD-11ER, która jednak nie cieszyła się większym zainteresowaniem (wybudowano zaledwie pięć egzemplarzy samolotu). Pierwszy MD-11 dla linii KLM przyleciał do Amsterdamu 10 grudnia 1993r., i rozpoczął służbę 24 stycznia 1994 r. lotem z Amsterdamu do Lagos. Holenderskie linie zamówiły 10 samolotów tego typu dostarczonych do 1997 roku; opcje na kolejne 10 maszyn pozostały niezrealizowane. W 1997 roku McDonnell Douglas został przejęty przez Boeinga. Nowy właściciel utrzymał produkcję MD-11, ale linie lotnicze zainteresowane były głównie wersją towarową samolotu. Była to maszyna doskonale wpisująca się w potrzeby przewoźników i stanowiąca uzupełnienie towarowych wersji Boeinga 747 - dysponując odpowiednią ładownością wykorzystywana była na tych trasach, gdzie użycie tak dużego samolotu jak Boeing było nieekonomiczne. Zaletą była ich elastyczność, pozwalająca na rekonfigurację kabiny w zależności od aktualnych potrzeb. Samoloty mogły być szybko przekonwertowane z wariantu pasażerskiego w odmianę kombi lub tylko towarową, a nawet w jednoklasowy wariant czarterowy. W kwietniu 1998 roku dostarczono belgijskiej Sabenie ostatni zamówiony samolot pasażerski, a 3 czerwca tego samego roku Boeing podjął decyzję o zaprzestaniu dalszej produkcji MD-11. We wrześniu 2000 roku ukończono ostatni egzemplarz MD-11F, który zakupiła Lufthansa Cargo. Linie lotnicze odebrały samolot 22 lutego 2001 roku. Największymi użytkownikami pasażerskich wariantów oprócz KLM były: American Airlines, United Airlines, Delta Airlines, Finnair, Garuda Indosnesia, Japan Airlines, Swissair i Varig. Obecnie w służbie pozostaje ponad 100 towarowych MD-11F, MD-11CF i MD-11BCF eksploatowanych przez przewoźników frachtowych: FedEx Express, Lufthansa Cargo, Martinair, Sky Lease Cargo i United Parcel Services. Natomiast eksploatację samolotów pasażerskich zakończono w 2014 roku. Samolot dysponuje krańcowo dużym jak na maszyny komunikacyjne obciążeniem powierzchni. Powoduje to wysoką prędkość lądowania i startu - potrzebne są długie pasy startowe. Zmniejszona powierzchnia statecznika poziomego, przy wzroście rozmiarów i masy samolotu stawia duże wymagania załodze w razie uskoków wiatru i lotu w turbulentnej atmosferze.

## Wersje
- MD-11 (Wersja pasażerska) - w zależności od konfiguracji samolot mógł zabrać na pokład od 298 do 410 pasażerów. Łącznie wyprodukowano 131 maszyn tej wersji a ich największym użytkownikiem były American Airlines (19 sztuk). Większość samolotów w toku eksploatacji została przebudowana na wersję towarową.
- MD-11C (Combi) - wersja pasażersko towarowa przystosowana do przewozu 214 pasażerów (w konfiguracji dwuklasowej) oraz maksymalnie 10 palet towarowych na głównym pokładzie (w konfiguracji standardowej). Wybudowano łącznie pięć egzemplarzy przeznaczonych dla Alitalia.
- MD-11F (Cargo) - samolot towarowy w użyciu od 1991 roku dysponujący udźwigiem 91 ton. Maszynę wyposażono w boczne drzwi ładunkowe i wzmocniono podłogę. Łącznie wybudowano 59 sztuk (nie licząc maszyn przebudowanych z innych wersji). Ładunki umieszczane są na paletach lub w kontenerach na pokładzie górnym i dolnym. Objętość pokładu górnego wynosi 440 m³ a dolnego 158 m³.
- MD-11ER - wersja o wydłużonym zasięgu (Extended Range) do 13 910 km. Wybudowano 5 egzemplarzy przeznaczonych dla Garuda Indonesia (3 sztuki) i World Airways (2 sztuki)
- MD-11CF (Convertible Freighter) - takie oznaczenie otrzymały pasażerskie samoloty MD-11 przebudowywane na wersję towarową. W samolotach wzmocniono podłogę w kadłubie zamontowano duże drzwi ładunkowe, usunięto wyposażenie służące do obsługi pasażerów.
- MD-11BCF (Boeing Converted Freighter) - samoloty pasażerskie przebudowywane na wersje towarową przez Boeinga. Modyfikacje takie same jak w wersji CF.

Ostatni  lot MD-11 (rejestracja PH-KCE, rejs KL672) w wersji pasażerskiej odbył się 25 października 2014 roku na trasie Montreal-Amsterdam operującym dla linii KLM, tym samym kończąc erę pasażerskich lotów tymi samolotami.